# Virginia Warfield
Pour les articles homonymes, voir Warfield (homonymie).
Virginia Warfield (née en 1942) est une mathématicienne et pédagogue américaine.

## Formation
Virginia "Ginger" Patricia McShane Warfield est née le 30 septembre 1942.
Le père de Warfield est le mathématicien Edward J. McShane. Elle obtient son doctorat en mathématiques de l'Université Brown en 1971. Son directeur de thèse est Wendell Fleming et le titre de sa thèse est A Stochastic Maximum Principle (Un principe du maximum stochastique) .

## Carrière
Tout en apportant sa contribution au domaine de l'analyse stochastique après son doctorat, Warfield est devenue de plus en plus absorbée par les problèmes de l'enseignement des mathématiques. Elle travaille avec le projet SEED, un programme de mathématiques très réputé dont l'objectif est de promouvoir des activités mathématiques sensées pour les élèves de la quatrième à la sixième année. Elle aborde les questions de préparation et de perfectionnement des enseignants. Elle collabore avec le mathématicien français Guy Brousseau, pionnier de la « didactique des mathématiques », l'étude scientifique des problèmes d'enseignement et d'apprentissage des mathématiques. Elle est membre active de l'Association for Women in Mathematics (AWM). Elle préside le comité d'éducation, est rédactrice de la chronique sur l'éducation pour le bulletin d'information AWM et est élue membre ordinaire du comité exécutif. Elle est membre des comités de la Mathematical Association of America sur le développement professionnel et la formation mathématique des enseignants.

## Livres
Warfield est l'auteure du livre Invitation to Didactique (auto-publié, 2007, et Springer Briefs in Education, 2014)  et la co-auteure de Teaching Fractions through Situations: A Fundamental Experiment (avec Guy Brousseau et Nadine Brousseau, Springer 2013). 

## Prix et distinctions
Elle est lauréate du prix Louise-Hay de l'Association for Women in Mathematics en 2007,,. 